# 1834 w literaturze

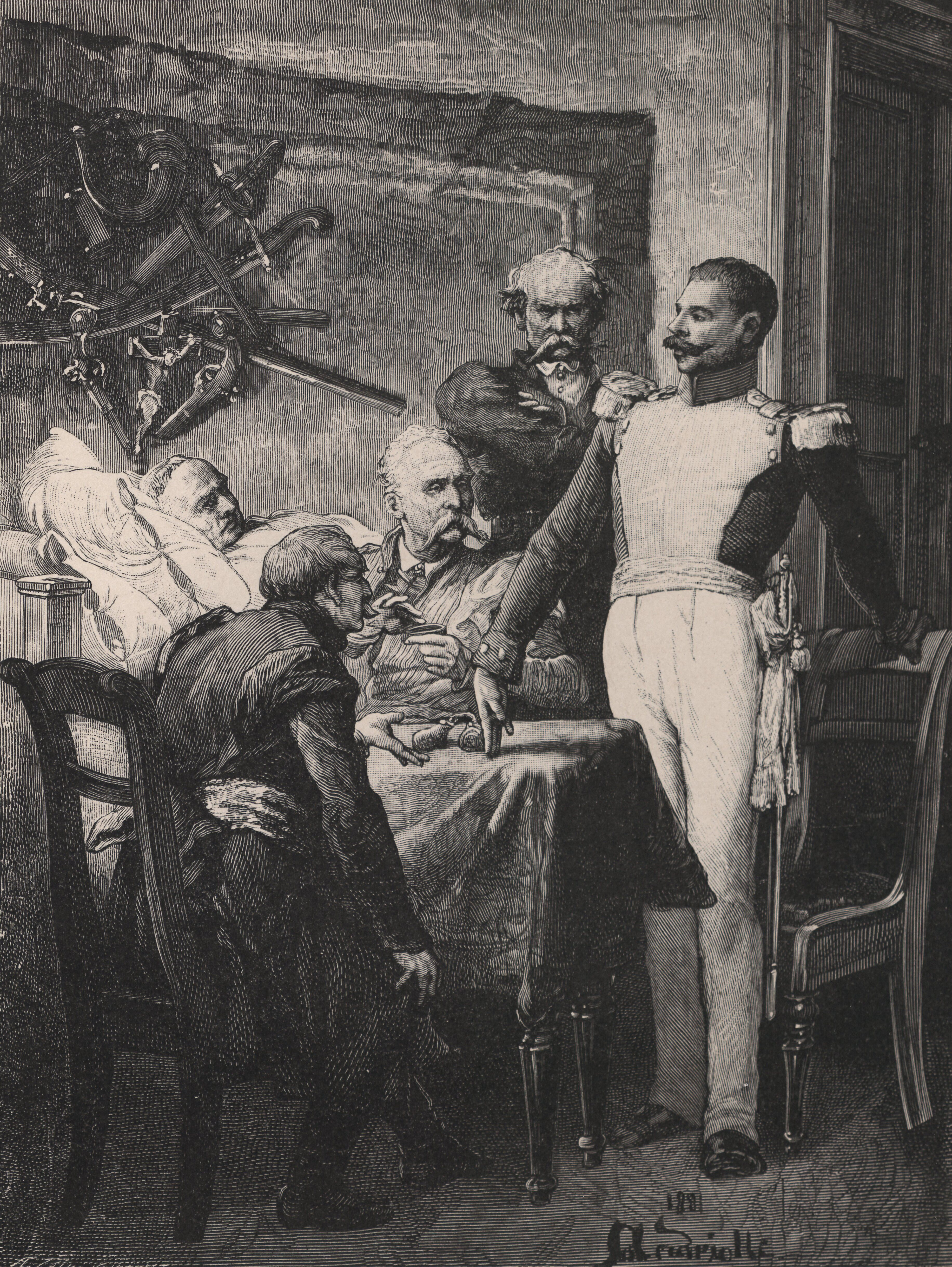
Michał Elwiro Andriolli, Ilustracja do "Pana Tadeusza"

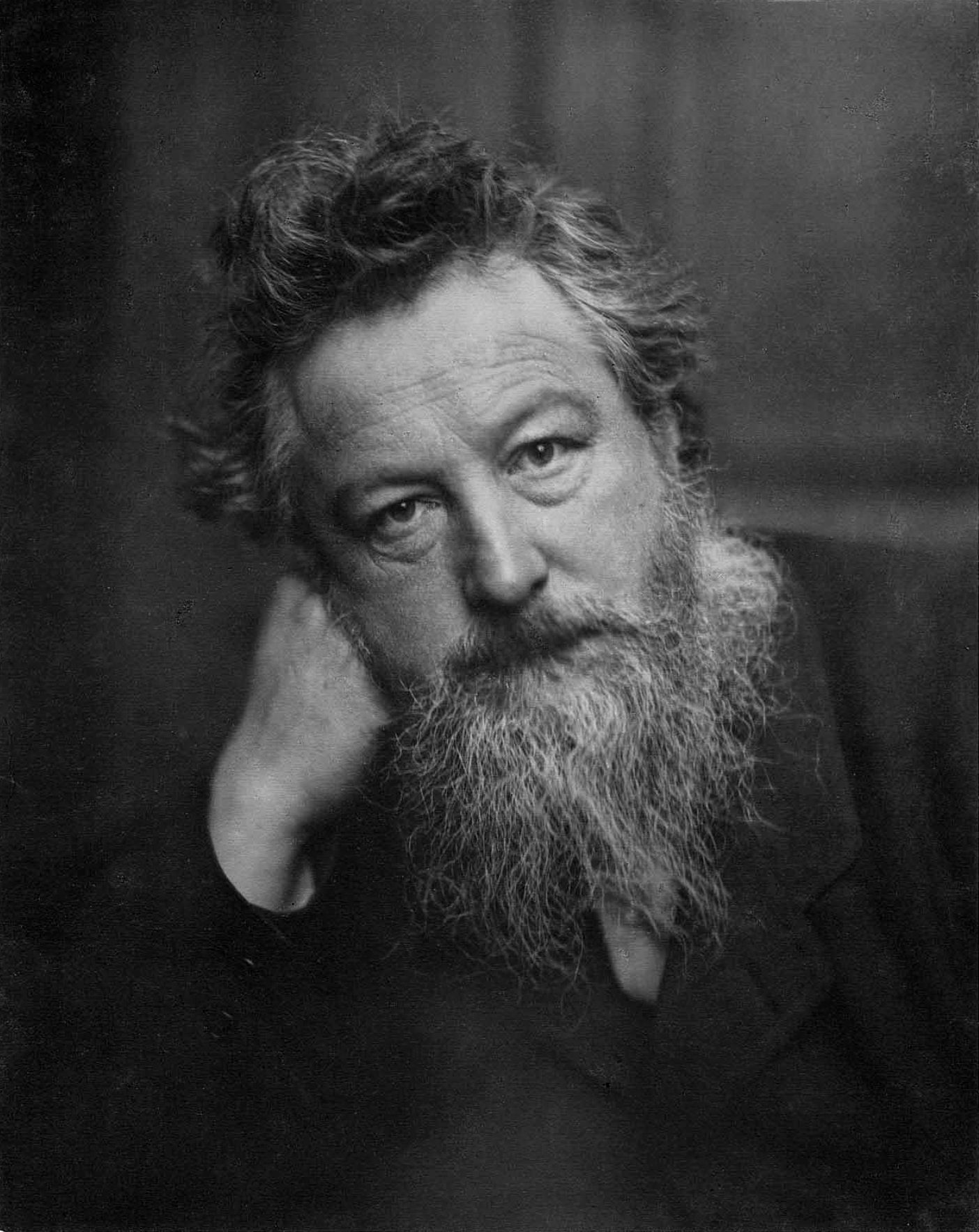
William Morris

Wydarzenia literackie w 1834 roku.

## Nowe książki
- polskie
  - Adam Mickiewicz – Pan Tadeusz
  - Juliusz Słowacki – Kordian
  - Aleksander Fredro – Zemsta
- zagraniczne
  - Thomas Carlyle – Sartor Resartus
  - Honoré de Balzac – Ojciec Goriot
  - Frederick Marryat
    - Jacob Faithful
    - Peter Simple

  - Aleksander Puszkin
    - Dama pikowa
    - Historia Pugaczowa

  - Stendhal – Lucjan Leuwen

## Urodzili się
- 1 stycznia – Ludovic Halévy, francuski powieściopisarz, dramaturg i librecista (zm. 1908)
- 28 stycznia – Sabine Baring-Gould, angielski powieściopisarz (zm. 1924)
- 24 marca – William Morris, angielski plastyk i poeta (zm. 1896)[1]
- 5 kwietnia – Prentice Mulford, amerykański pisarz, humanista (zm. 1891)
- 9 lipca – Jan Neruda, czeski poeta, pisarz i dziennikarz (zm. 1891)
- 7 września – Édouard Pailleron, francuski dramaturg (zm. 1899)
- 10 października – Aleksis Kivi, fiński pisarz (zm. 1872)
- 17 października – Josephine Pollard, amerykańska poetka (zm. 1892)
- 7 listopada – Włodzimierz Zagórski, polski pisarz, satyryk i poeta (zm. 1902)

## Zmarli
- 25 lipca – Samuel Taylor Coleridge, angielski poeta (ur. 1772)
- 10 grudnia – Alexander Chalmers, szkocki wydawca i pisarz (ur. 1759)